# Schuppenbauch-Höschenkolibri
Der Schuppenbauch-Höschenkolibri (Haplophaedia lugens) oder das Schuppenschneehöschen ist eine Vogelart aus der Familie der Kolibris (Trochilidae), die in den Ländern Kolumbien und Ecuador verbreitet ist. Der Bestand wird von der IUCN als „potenziell gefährdet“ (near threatened) eingeschätzt. Die Art gilt als monotypisch.

## Merkmale
Der Schuppenbauch-Höschenkolibri erreicht eine Körperlänge von etwa 9 bis 10 cm bei einem Gewicht von 5,0 bis 8,8 g. Der Schnabel ist gerade und schwarz. Das Männchen ist auf der Oberseite bronzegrün, was am Oberkopf und speziell am Bürzel ins Kupferfarbene übergeht. Die Unterseite ist dunkel grau, wobei die Kehl- und Brustfedern weiße Säume haben. Die Flanken schimmern grünlich. Der schwärzliche Schwanz ist leicht gegabelt. An den Beinen sind weiße Federbüschel, die nach innen kastanienfarben werden. Das Weibchen ähnelt dem Männchen. Insgesamt wirkt es farblich matter, die Flügel sind etwas kürzer und die Federbüschel an den Beinen sind komplett weiß. Jungtiere gleichen den Weibchen.

## Verhalten und Ernährung
Der Schuppenbauch-Höschenkolibri bezieht seinen Nektar vorzugsweise von Blüten mit kurzen Blumenkronen z. B. der Gattungen Palicourea und Besleria sowie der Familie der Pfeilwurzgewächse. Meist sieht man ihn als Einzelgänger im dichten Unterholz an kleinen Blumengruppen in den Straten nahe dem Boden oder an Büschen. Sehr selten ist er auch in Baumkronen unterwegs. Die Insekten sammelt er von Blättern ab. Das Futterhabitat ähnelt dem des Kupferglanz-Höschenkolibris. Er gilt als territorialer Kolibri.

## Lautäußerungen
Vom Gesang des Schuppenbauch-Höschenkolibris ist nur ein einzelner schrulliger tsik-oder doppelter tsi-tsik-Ton bekannt, den er in unregelmäßigen Intervallen von sich gibt. Diesen gibt er sowohl auf Ästen sitzend als auch im Schwirrflug von sich.

## Fortpflanzung
Brutberichte des Schuppenbauch-Höschenkolibris existieren vom August. Das Nest besteht hauptsächlich aus Moos und anderem Pflanzenmaterial und wird durch Spinnweben zusammengehalten. Das Nest hat eine ballartige Struktur. Um es vor Regen und Nesträubern zu schützen, ist es meist an der Unterseite von Farnwedeln oder großen Blättern in 0,5 bis zwei Meter über dem Boden angebracht. Das Gelege besteht aus zwei weißen Eiern. Die Brutdauer beträgt 15 bis 17 Tage, und die Bebrütung erfolgt ausschließlich durch das Weibchen. Die Küken sind fleischfarben mit zwei gräulich gelbbraunen Rückenstreifen.  Nach 20 bis 24 Tagen werden die Nestlinge flügge.

## Verbreitung und Lebensraum

Verbreitungsgebiet des Schuppenbauch-Höschenkolibris

Der Schuppenbauch-Höschenkolibri bevorzugt sehr feuchte pre-montane Wälder wie Wolkenwälder, Waldränder in den Vorgebirgen und niedrigeren Hochländern sowie Gestrüpp. Meist ist er relativ tief zu beobachten und bewegt sich in dichter Vegetation oder kleineren Lichtungen oder entlang von Bergkämmen mit Primärwald. Regelmäßig ist er in der Umgebung von kleineren Flüssen unterwegs. In Sekundärvegetation ist er meist nur in Büschen oder Gestrüpp zu finden. So kommt er in den oberen tropischen und subtropischen Zonen vor. Diese Art lebt in Höhenlagen von 1100 bis 2000 Metern, regional in Kolumbien auch bis 2500 Meter. So ist er an den pazifischen Hängen im Südwesten Kolumbiens im Departamento de Nariño und dem Nordwesten Ecuadors südlich bis in die Provinz Pichincha verbreitet.

## Migration
Der Schuppenbauch-Höschenkolibri gilt gemeinhin als Standvogel.  Allerdings wurden im El Pagan Bird Reserve in Kolumbien (Fundación ProAves 2011) saisonale, lokal begrenzte Wanderbewegungen zumindest in Teilen dieses Verbreitungsgebiets beobachtet.

## Etymologie und Forschungsgeschichte
Die Erstbeschreibung des Schuppenbauch-Höschenkolibris erfolgte 1852 durch John Gould unter dem wissenschaftlichen Namen Eriopus lugens. Das Typusexemplar wurde nahe Quito gesammelt. 1918 führte Eugène Simon die neue Gattung Haplophaedia für den Kupferglanz-Höschenkolibri ein. Dieser Name leitet sich von den griechischen Wörtern ἁπλόος haplóos für „pur, einfach“ und φαιδρός phaidrós für „glänzend, strahlend“ ab. Der Artname lugens leitet sich vom lateinischen lugentis, lugere für „Trauer, trauern“ ab.